# Fortunio Liceti

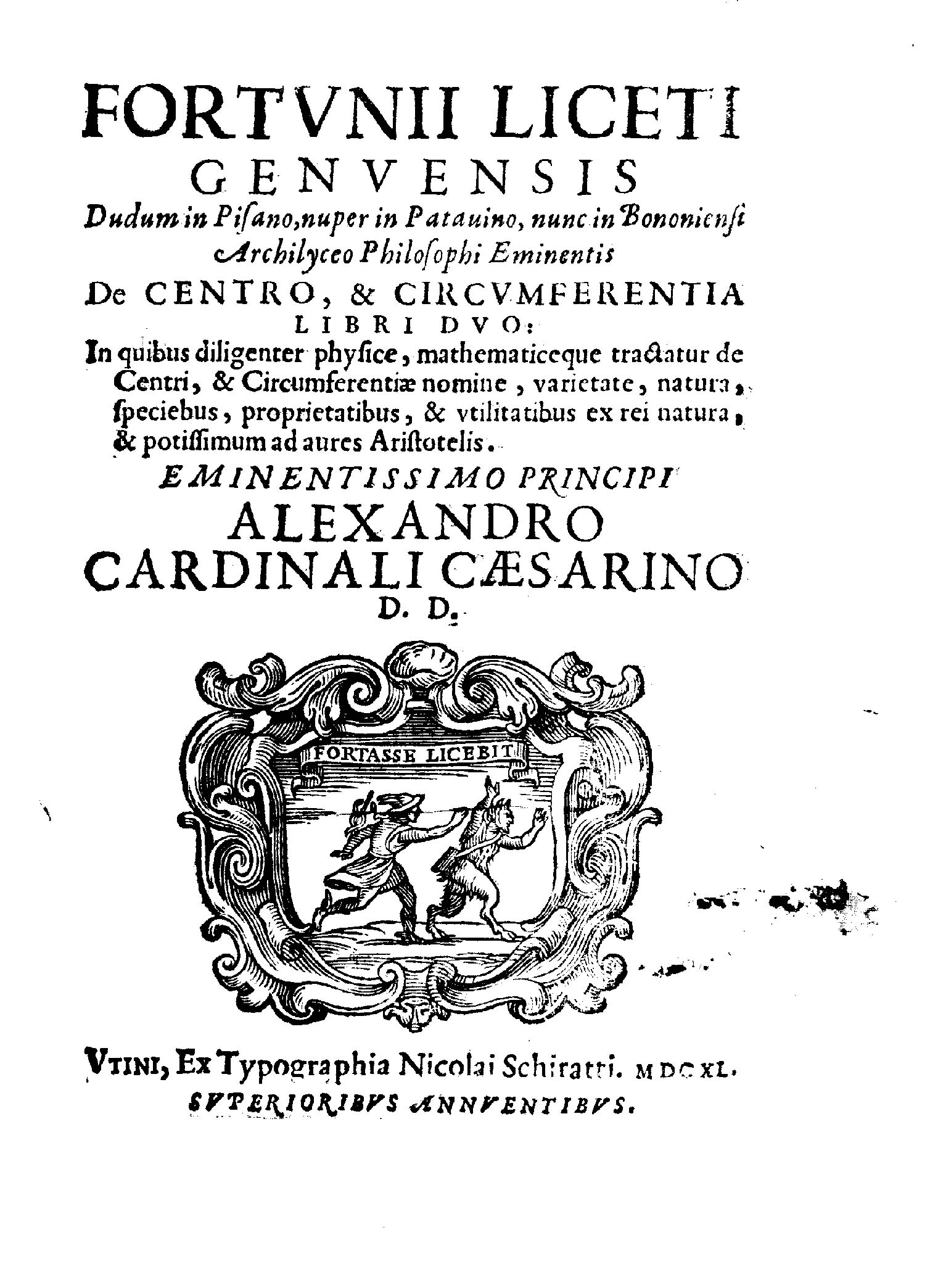
De centro et circumferentia, 1640.

Fortunio Liceti, född 1577 i Rapallo, död 1657 i Padova, var en italiensk forskare. Han studerade vid universitetet i Bologna och fick sedermera en plats vid universitetet i Pisa. Han flyttade senare tillbaka till Bologna och Padova.
Han publicerade 1616 De Monstruorum Natura  vilket blev början till studier av embryologiska malformationer. Han beskrev flera monster, både verkliga och påhittade, och letade efter skäl för dessas uppkomst. Han trodde i motsats till dåtidens allmänna uppfattning att monster var fantastiskt ovanliga naturliga fenomen snarare än gudomliga straff.
Licetus arbete De spontaneo Viventium Ortu, utgivet år 1618, stödde hypotesen om spontan uppkomst av små djur (abiogenes). En idé som han kan vara influerad av Aristoteles på vars skrifter Licenti var en auktoritet.
Liceti har en krater på månen uppkallad efter sig.